# 北极鲶鱼事件
北极鲶鱼事件，是指2023年3月，新浪微博昵称为“北极鲶鱼”的网友在网络上炫富，侮辱网民。其自称祖父是前深圳交通运输局局长，家中存款“有9位数”，多次使用由“支那”（中国的蔑称）衍生的词语侮辱反驳她的网友，事件随后在网络上发酵。3月24日，深圳交通运输局发布通报称将会调查该事件。2023年10月10日，深圳市监察委员会通报“北极鲶鱼”祖父钟庚赐存在贪腐问题并进行处分。

## 事件经过
2023年3月22日，账号昵称为“北极鲶鱼”的网友在微博平台发文称“怎么办，我润了”，IP地址显示为澳大利亚。随后，有网友跟评表示，去国外了还用国内的App，“北极鲶鱼”回复称，“我们家那么多钱都是‘韭菜’供的，我怎么能不喜欢呢？”“我只知道我家有9位数，我想混哪个平台就哪个平台，想在哪个国家就哪个国家……”，并用“小蜘蛛”、“支性难改”“支言支语”等侮辱回复她的网友。随后，在中国大陆社交媒体上引发热议，成为一桩网上网下都受到高度关注的公共事件。
在“北极鲶鱼”的账号下，因其炫富因产生的争议已存在多时。根据她分享的内容，其祖父曾是深圳官员，已退休十几年，曾公派三十多个国家，有正师级好友，在2月6日貼文中称，祖父曾公派美國紐約，臉上寫了「感覺貪了」四个字。随后，有媒体报道称他祖父是深圳市交通局货运管理分局前局长钟庚赐。
2023年3月24日，钟庚赐回应中国新闻周刊，称家中有9位数的说法不实，表示自己2007年退休，曾任深圳区级交通局局长，“老老实实就这样幹到退休”，目前相关单位正介入调查。2023年3月24日，深圳市交通运输局发布情况通报，证实“北极鲶鱼”的祖父为该局原货运分局干部钟庚賜，且钟庚賜已于2007年11月30日退休，该局将就相关信息开展核查，将及时通报有关情况。新浪微博在事件發酵後，迅速清空“北极鲶鱼”貼文並封禁其账號。

## 持续关注
2023年3月24日深圳市交通运输局发布情况通报后，直至2023年10月10日廉洁深圳网发布调查处理结果通报之间的半年时间里，该话题在微博、知乎等中国社媒上的热度一直没有褪去。
2023年4月25日，深圳市交通运输局向记者回应称，正在关注该事件，但调查仍没有结果。6月29日，深圳市交通运输局向记者回应称，深圳市纪委在对此事进行调查，暂无时间表，请耐心等待通告，而该局则已无调查权限。8月25日，大皖新闻记者拨打深圳市交通运输局总值班室电话，接听电话的工作人员表示自己無法回答。记者随后拨打深圳市纪委监察委公布的纪检监察举报电话，工作人员表示“后续情况等通报”。
2023年9月10日，人民网深圳抖音账号晒出一则深圳市交通运输局對北极鲶鱼炫富事件的答复。有網友就北极鲶鱼炫富事件要求深圳市交通运输局公開信息。深圳市交通运输局在答复函中表示網友申请的公开信息不属于該局在履行行政管理职能过程中制作或者获取的信息，也不属于政府信息所以不予公开。有媒体引用法律有关人士的解释，网民以“申请政府信息公开”的形式向深圳市交通局申请公开“是用错了方法”，因为“公务员是否违纪的调查信息”的确不属于政府信息。深圳交通运输局多个官方账号遭网民追问后关闭评论功能。
2023年9月12日，海报新闻记者就该答复函向深圳市交通运输局核实情况，工作人员表示会将诉求反馈给有關部门，会有有關部门去核查。。9月14日，深圳市交通运输局工作人员回应媒体时则承诺具体处理结果会在15个工作日（即同年的10月10日）进行回复。10月10日上午，记者多次致电深圳市交通运输局及该部门办公室，工作人员未予答复。

## 调查结果
2023年10月10日，中共深圳市纪律检查委员会和深圳市监察委员会主办的廉洁深圳网发布调查处理结果通报。根据通报，钟庚赐存在以下违纪行为：
- 对党不忠诚不老实，多次串供对抗组织审查；
- 借机敛财，违规从事营利活动；
- 未经批准，违规兼职取酬；
- 利用职务便利为他人谋取利益，非法收受他人财物[17]。

被判定为严重违反中国共产党的政治纪律和廉洁纪律，并且构成严重职务违法。依据《中国共产党纪律处分条例》、《中华人民共和国监察法》、《中华人民共和国公职人员政务处分法》等有关规定，深圳市纪委常委会会议审议决定给予钟庚赐以下处分：
- 开除党籍处分，按二级科员[d]确定其退休待遇；
- 收缴其违纪违法所得[17]。

## 钟庚赐其人
钟庚赐，1947年11月生，广东深圳人，大专学历，1968年2月参加工作，1971年6月加入中国共产党。历任深圳市原运输局福田分局副局长、局长；深圳市原运输局罗湖分局局长；深圳市原交通局货运管理分局局长。2007年11月退休。

## 媒体评论
中工网评论文章认为“北极鲶鱼”事件并未圆满结束，官方通报并不能被视为“反腐捷报”。官方通报中并无同类案件处理时常有的“涉嫌犯罪问题移交司法机关”，且通报仅有粗略梗概，并无详尽数据，不能体现对公众质疑的关切。
上游新闻特约评论员林风认为腐败治理关乎民心向背，关涉中共和政府形象与公信力，不应漠视任何一个违纪违法线索，更积极调查、毫不手软，并且要注意主动发声，及时释疑。
人民网评论文章称官方的公开通报获得公众肯定，它避免了一场由社会舆论发动的贪腐问责追问石沉大海，满足了多数网民的期盼；满足了大众追求真相与公平正义的迫切诉求，彰显出的正义感为纠偏舆论认知“拨乱反正”。
德国之声中文网引用网友评论称官方通报是“罚酒三杯”，处罚过轻，是“最好的‘考公’广告”。
中国知名媒体人、前《环球时报》主编胡锡进分析认为，通报中未提及对钟庚赐的刑事追究，可能“与违纪违法所得的金额不够立案标准，和有些事情已经过了《刑法》追诉期限有关”。
《自由亚洲电台》称在凤凰网对该事件处理结果的民意调查中，80%的网友感到不满意，满意的仅有12%。网友多认为通报披露的信息过少，包括未涉及“9位数存款”的事情，对钟庚赐违纪违法行为的通报都没有具体数额，对调查过程过久没有解释等，并有网友质疑处罚太轻等。
根据《大众日报》报道，2023年10月11日上午，“#北极鲶鱼的恨国党言论也该严查#”和“#官方回应北极鲶鱼爷爷处罚过轻质疑#”两则话题成为微博热搜，不少网友认为官方通报内容较为简单，对钟庚赐的处罚过轻；对“北极鲶鱼”未遭到任何处罚也有许多网友不满。

## 相关

### 金域远东公司
事件开始时，有媒体通过天眼查发现，金域远东（阳山）有限公司法定代表人、董事长钟庚赐与网友“北极鲶鱼”的爷爷同名，疑似上述事件当事人。该公司成立于2003年9月，注册资本1200万美元，由2001年3月成立的中国香港企业金域（远东）集团有限公司全资持股，后于钟庚赐退休的2007年11月解散。
根据记者从市场监管部门了解到的情况，金域远东（阳山）有限公司成立于2003年9月9日，投资者香港金域（远东）集团有限公司持有100%股权。2003年8月25日，香港金域（远东）集团有限公司委派钟庚赐等4人为金域远东（阳山）有限公司董事会成员，钟庚赐担任董事长。相关证件显示，该钟庚赐是1958年出生的台湾新竹县人，与事件中涉及的钟庚赐同名同姓不同人。

### 李福民处分
廉洁深圳网在2023年10月10日在公布对钟庚赐的党纪政务处分的同时，还公布了对深圳市交通运输局原党组副书记、市轨道交通建设指挥部办公室原主任李福民的党纪政务处分，被媒体认为可能与钟庚赐有所关联。

### 黄敏接受调查
2024年3月14日，深圳原副市长黄敏涉嫌严重违纪违法，接受广东省纪委监委纪律审查和监察调查。其曾于1999年至2001年任深圳市运输局交通处处长，2001年至2008年任深圳市交通局副局长，2008年任中共深圳市交通局（市港务管理局）党组书记、局长；2010年7月任中共深圳市交通运输委员会（市港务管理局）党组书记、主任（局长）。由于黄敏曾是钟庚赐上级，有媒体在报道时，再次提及北极鲶鱼事件。

## 备注
1. ↑  “润”为中国大陆网络语言，因「潤」的漢語拼音是rùn，和英語的「跑」run相似，故表示跑了、溜了的意思，也可特指离开中国、定居国外。
2. ↑  “韭菜”指被压榨的底层民众
3. ↑  应源自“支那”等对中国人的蔑称
4. ↑  二级科员待遇为公务员职务级别最低待遇[18]